# Peritraumatische Dissoziation
Mit peritraumatischer Dissoziation werden dissoziative Symptome während und unmittelbar nach einem traumatischen Ereignis bezeichnet. Die peritraumatische Dissoziation ist ein wesentlicher Risikofaktor für das spätere Auftreten einer Posttraumatischen Belastungsstörung (PTBS). Es gibt unterschiedliche Hypothesen zu den Ursachen, warum diese Symptome als Risikofaktor für eine posttraumatische Belastungsstörung (PTBS) betrachtet werden. Vermutlich beeinträchtigen dissoziative Prozesse während eines traumatischen Ereignisses das Speichern (Encodieren), Verarbeiten und Integrieren von Erinnerungen. Dies führt wahrscheinlich zu Schwierigkeiten bei der Verarbeitung von Erinnerungen, die eine Relevanz für die Entwicklung nachfolgender posttraumatischer und dissoziativer Störungen haben könnten. Es wird angenommen, dass während eines Traumaereignisses dissoziative Prozesse den normalen Erinnerungsbildungsprozess stören, wodurch eine ineffiziente Verarbeitung der traumatischen Erfahrung erfolgt. Dies könnte zu einer fragmentierten Speicherung von Erinnerungen führen, die später Schwierigkeiten bei der kohärenten Integration und Verarbeitung dieser Ereignisse mit sich bringt. Die Beeinträchtigung des Speicherprozesses durch peritraumatische Dissoziation kann dazu führen, dass die traumatischen Erinnerungen nicht angemessen verarbeitet werden, was wiederum das Risiko für die Entwicklung von posttraumatischen Belastungsstörungen erhöht.
Die Symptome einer peritraumatischen Dissoziation sind nicht gleichzusetzen mit spezifischen dissoziativen Störungsbildern, da diese nach einiger Zeit wieder abklingen und kein Störungsbild darstellen. Es handelt sich um vorübergehende dissoziative Reaktionen, die im direkten Zusammenhang mit einem traumatischen Ereignis stehen.

## Peritraumatische Dissoziative Symptome

### Depersonalisation
Die Depersonalisation ist ein Zustand der Selbstentfremdung, bei dem es zum Verlust oder einer Beeinträchtigung des Persönlichkeitsbewusstseins kommt. Betroffene erleben sich selbst als fremdartig oder unwirklich. Typische Symptome einer Depersonalisation im Rahmen einer peritraumtischen Dissoziation sind:
- sich von außen zuschauen (aus einer Ecke des Raumes als Unbeteiligter auf das Geschehen blicken)
- sich und den Körper während der traumatischen Erfahrung als fremd, unwirklich oder nicht zu sich gehörend empfinden.
- Desorientierung in Zeit und Raum
- Das Gefühl, ein unbeteiligter Zuschauer des traumatischen Ereignisses zu sein

### Derealisation
Die Derealisation beschreibt das Gefühl, dass die Umwelt und andere Personen als unwirklich erscheinen. Symptome von Derealisationserleben während eines traumatischen Ereignisses sind:
- die Umgebung (und beteiligte Personen) aus großer Distanz wahrnehmen
- Geräusche scheinen weit weg zu sein
- Der Raum fühlt sich größer oder kleiner an, als er ist, oder er schein weit weg zu sein
- Tunnelblick
- Fokussierung des Blicks auf einen Punkt im Raum
- Gefühl, dass beteiligte Personen unwirklich sind oder dass der persönliche Bezug zu ihnen verloren geht, falls sie vorher bekannt gewesen sind

### Desomatisation
Bei der Desomatisation gehen die somatischen Empfindungen für den Körper verloren. Symptome bei einer peritraumatischen Dissoziation sind:
- fehlende Schmerzempfindungen (dissoziative Analgesie) oder reduzierte Schmerzempfindungen (dissoziative Hypalgesie)
- fehlende Empfindungen (dissoziative Anästhesie) oder reduzierte Empfindungen (dissoziative Hypästesie)
- Das Gefühl, keinen Körper mehr zu haben („das traumatische Ereignis ist einem anderen Körper, aber nicht meinem zugestoßen“)

### Deaffektualisation
Bei der Deaffektualisation werden Emotionen oder Gefühle dissoziiert. Peritraumatische Dissoziative Symptome der Deaffektualisation sind:
- Verlust der Emotionen
- emotionale Taubheit
- Gefühl des „Nichtlebens“, der Gleichgültigkeit oder des „Totseins“
- eine ausgeprägte Distanz gegenüber dem traumatischen Ereignis

### Detemporealisation
Bei der Detemporealisation geht das Gefühl für die Zeit verloren.
- Gefühl des Zeitverlustes
- sehr langsames oder sehr schnelles Vergehen der Zeit (jede Minute kann sich wie eine Stunde anfühlen oder eine Stunde wie eine Minute); bei Befragungen zu traumatischen Ereignissen kann es Betroffenen schwerfallen, die Ereignisse zeitlich genau zu rekonstruieren

### Dissoziativer Stupor
Der Dissoziative Stupor ist auch unter anderen Begriffen wie „Einfrieren“, „Erstarren“ oder „Schreckstarre“ bekannt.
- körperliches Erstarren mit Bewegungsunfähigkeit, bei vollem Bewusstsein.
- Unfähigkeit, sich gegen Angriffe zu wehren
- Verlust der Fähigkeit, nach Hilfe zu schreien
  - hypertoner Stupor: Erstarren mit hoher muskulärer Anspannung
  - hypotoner Stupor: Erstarren mit vollständigem Erschlaffen der Muskulatur

Der dissoziative Stupor scheint ein wesentlicher Risikofaktor für eine spätere PTBS zu sein. Das Erstarren während einer akuten Bedrohung ist eine aus dem Tierreich bekannte adaptive Verteidigungsreaktion, wenn Widerstand nicht mehr möglich ist und andere Abwehrmöglichkeiten nicht zugänglich sind. Über die Erstarrungsreaktionen bei Menschen ist wenig bekannt, da sie aus ethischen Gründen schwierig zu erforschen sind, jedoch können indirekt Betroffene von Traumatisierungen befragt werden wie beispielsweise Opfer von sexualisierter Gewalt, welche besonders häufig einen dissoziativen Stupor erleiden.

### Dissoziative Amnesie
Die Dissoziative Amnesie zeichnet sich dadurch aus, dass Erlebnisse oder Ereignisse teilweise oder vollständig dissoziiert werden, dadurch kann der Betroffene sich nicht mehr oder nicht vollständig an das traumatische Ereignis erinnern.
- Erinnerungslücken während einer traumatischen Situation
- Erinnerungslücken für wenige Sekunden oder auch länger
- Amnesie für in diesem Moment nicht wichtige Dinge (Farbe der Kleidung eines Bankräubers)

## Bedeutung der Erkennung peritraumatischer Dissoziation
Das Erkennen einer peritraumatischen Dissoziation nach einem traumatischen Ereignis kann sehr wichtig sein, da die Betroffenen in der Versorgung therapeutischer Hilfe vorgezogen werden sollten, um mögliche sich nach dem Ereignis entwickelnde Traumafolgestörungen zu verhindern. Außerdem kann es in Therapien wichtig sein, die peritraumatische Dissoziation gezielt aufzuarbeiten, für Betroffene kann es im Rahmen einer Psychoedukation sehr hilfreich sein zu verstehen, warum sich der Körper im Rahmen einer Vergewaltigung (dissoziativer Stupor) nicht mehr bewegen konnte. Auch kann das nicht Erkennen von peritraumatischer Dissoziation in polizeilichen Ermittlungen Konsequenzen haben. Wenn Opfer im Rahmen von Ermittlungen über traumatische Ereignisse berichten und sie z. B. an einer dissoziativen Amnesie leiden „Ich kann mich nicht an alles erinnern“ oder sie während des traumatischen Ereignisses Detemporealisationserfahrungen gemacht haben und die Ereignisse nicht mehr in einen nachvollziehbaren zeitlichen Kontext setzen können oder auch nicht um Hilfe rufen konnten (dissoziativer Stupor), so wird den Aussagen der Opfer weniger geglaubt.